# Scott Fraser
Scott Fraser (* 25. březen 1986, Edinburgh) je britský reprezentant v orientačním běhu, jenž v současnosti žije v norském Edinburghu. Jeho největším úspěchem jsou dvě čtvrtá umístění z Mistrovství světa v orientačním běhu z roku 2010 a 2012. V současnosti běhá za švédský klub Södertälje-Nykvarn Orientering.

## Sportovní kariéra
| Přehled úspěchů na Mistrovství světa | Přehled úspěchů na Mistrovství světa | Přehled úspěchů na Mistrovství světa | Přehled úspěchů na Mistrovství světa | Přehled úspěchů na Mistrovství světa |
| Mistrovství světa                    | Sprint                               | Middle                               | Long                                 | Štafety                              |
| ------------------------------------ | ------------------------------------ | ------------------------------------ | ------------------------------------ | ------------------------------------ |
| Kyjev 2007                           | X                                    | Q20. místo                           | Q19. místo                           | X                                    |
| Olomouc 2008                         | Q19. místo                           | X                                    | 21. místo                            | X                                    |
| Miskolc 2009                         | 18. místo                            | X                                    | 40. místo                            | 9. místo                             |
| Trondheim 2010                       | DSQ                                  | X                                    | 6. místo                             | 4. místo                             |
| Savojsko 2011                        | 9. místo                             | X                                    | X                                    | 15. místo                            |
| Lausanne 2012                        | 4. místo                             | X                                    | 20. místo                            | 16. místo                            |

| Přehled úspěchů na Mistrovství Evropy | Přehled úspěchů na Mistrovství Evropy | Přehled úspěchů na Mistrovství Evropy | Přehled úspěchů na Mistrovství Evropy | Přehled úspěchů na Mistrovství Evropy |
| Mistrovství Evropy                    | Sprint                                | Middle                                | Long                                  | Štafety                               |
| ------------------------------------- | ------------------------------------- | ------------------------------------- | ------------------------------------- | ------------------------------------- |
| Ventspils 2008                        | 4. místo                              | DSQ                                   | DSQ                                   | X                                     |
| Primorsko 2010                        | 26. místo                             | 43. místo                             | X                                     | 6. místo                              |
| Falun 2012                            | 5. místo                              | X                                     | 29. místo                             | 15. místo                             |

| Přehled úspěchů na Mistrovství světa juniorů | Přehled úspěchů na Mistrovství světa juniorů | Přehled úspěchů na Mistrovství světa juniorů | Přehled úspěchů na Mistrovství světa juniorů | Přehled úspěchů na Mistrovství světa juniorů |
| Mistrovství světa juniorů                    | Sprint                                       | Middle                                       | Long                                         | Štafety                                      |
| -------------------------------------------- | -------------------------------------------- | -------------------------------------------- | -------------------------------------------- | -------------------------------------------- |
| Gdaňsk 2004                                  | X                                            | 24. místo                                    | 64. místo                                    | 11. místo                                    |
| Tenero 2005                                  | X                                            | 10. místo                                    | 12. místo                                    | 9. místo                                     |
| Druskininkai 2006                            | 12. místo                                    | X                                            | 42. místo                                    | 9. místo                                     |